# Mihaela Melinte
Mihaela Melinte (* 27. März 1975 in Bacău) ist eine rumänische Hammerwerferin. Ihr größter Erfolg ist der Weltmeistertitel bei den Weltmeisterschaften 1999 in Sevilla.
Melintes internationale Karriere begann 1997, als sie den zweiten Platz beim Eurocup erreichte, im gleichen Jahr belegte sie bei den U23-Europameisterschaften und Universiade den ersten Platz. Im folgenden Jahr wurde sie in Budapest auch Senioren-Europameisterin. 1999 war bisher ihr erfolgreiches Jahr, sie wurde Weltmeisterin in Sevilla, außerdem verbesserte Melinte den Hammerwurfweltrekord dreimal, sie hatte die Bestmarke in den Jahren zuvor schon zweimal überboten. Ihre Weite von 76,07 m, aufgestellt in Rüdlingen, wurde erst 2005 überboten und stellt gleichzeitig ihre persönliche Bestleistung dar.
Kurz vor den Olympischen Spielen 2000 in Sydney wurde in einer ihrer Dopingproben Nandrolon nachgewiesen, woraufhin sie von den Spielen suspendiert wurde. Da sie vom rumänischen Verband nicht informiert worden war, erschien Melinte dennoch im Olympiastadion und wurde aus diesem verwiesen. Der Dopingfund zog eine zweijährige Sperre nach sich.
2003 hatte Mihaela Melinte ihr Comeback, kam aber weder bei den Weltmeisterschaften in Paris, noch zwei Jahre darauf bei den Weltmeisterschaften in Helsinki in die Medaillenränge. Der Start bei den Olympischen Spielen 2004 in Athen wurde ihr vom rumänischen Verband verwehrt, da dieser des Dopings überführte Sportler auch nach Ablauf der Sperre nicht für Olympische Spiele nominiert.
Melintes Wettkampfgewicht ist 84 kg, bei einer Körpergröße von 1,70 m.
Seit 2018 ist sie Trainerin von Bianca Florentina Ghelber.

## Erfolge
- 1992–2000, 2003–2005, Rumänische Meisterin
- 1998, Europameisterschaften Budapest: Platz 1 (71,17 m)
- 1999, Weltmeisterschaften Sevilla: Platz 1 (75,20 m)